# Jean-Vincent Tchienehom
Jean-Vincent Tchienehom, est un journaliste à la radio camerounaise.  

## Biographie

### Carrière
Jean-Vincent Tchienehom est journaliste à la CRTV, rédacteur en chef de l’émission Canne et sucre et piment et Lanterne rouge,. Il devient directeur de publication au quotidien Le Messager,,.
Il est également rédacteur en chef de l’émission Stratégie et producteur de l’émission Cameroun Vision diffusée sur Canal 2 International.